# Ignazio Marini
Pour les articles homonymes, voir Marini.
Ignazio Marini (28 novembre 1811 — 29 avril 1873) est un chanteur d'opéra, basse, italien. Il chante lors de la création de plusieurs opéras de Gaetano Donizetti, Saverio Mercadante et de Giuseppe Verdi et apparait dans plusieurs opéras à travers l’Europe, à New York et au Caire.

## Biographie
Ignazio Marini nait à Tagliuno près de Bergame et fait ses débuts sur scène à Brescia en 1832. En 1834, il devient le chanteur principal de La Scala où il reste pendant treize ans et crée, parmi d'autres, les rôles de Guido dans Gemma di Vergy de Donizetti (1834), Talbot dans Maria Stuarda de Donizetti (1835) et le rôle-titre dans Oberto de Verdi (1839). Il crée aussi le rôle-titre dans Attila de Verdi lors de la première en 1846 à La Fenice.
Marini meurt à Milan en 1873 à l'âge de 61 ans. Sa femme est la  soprano Antonietta Marini-Rainieri, ils ont régulièrement joué ensemble.

## Sources
- (en) Cet article est partiellement ou en totalité issu de l’article de Wikipédia en anglais intitulé « Ignazio Marini » (voir la liste des auteurs).